# Arijana Čulina
Arijana Čulina (Split, 20. listopada 1965.) je hrvatska književnica, filmska, televizijska i kazališna glumica.

## Životopis

### Karijera
Arijana je u Splitu završila srednju upravnu školu, te Muzičku školu “Josip Hatze”, odsjek solo pjevanja. Diplomirala je glumu na Fakultetu dramskih umjetnosti u Beogradu. Odigrala je niz kazališnih uloga u komedijama, dramama, mjuziklima. Angažirana je u splitskom HNK-u više od dvadeset godina. Od televizijskih joj je možda najpoznatija uloga Milijane u seriji "Đekna još nije umrla, a ka' će ne znamo", a prepoznatljiva je i po ulogama u serijama "Novo doba", "Cimmer fraj", "Ptice nebeske" i " Ruža vjetrova".
Autorica je brojnih izdanja, priča, romana i drama.

## Djela
- Životinjska posla, Laus, Split, 1997.
- Što svaka žena triba znat o onin stvarima, Mozaik knjiga, Zagreb, 2001.
- Put-ovanja, lud-ovanja za veliku i malu djecu, Mozaik knjiga, Zagreb, 2001.
- Dvi-tri teške drame za umrit od smija, Mozaik knjiga, 2002.
- Bolje se rodit bez one stvari nego bez sriće, Profil International, Zagreb, 2003.
- Za Europu spremni, Slobodna Dalmacija, Split, 2004.
- Kako sam postao faca, Mozaik knjiga, Zagreb, 2008.
- Vrline mane Mare Bubamare, V.B.Z., Zagreb, 2013.

## Filmografija

### Televizijske uloge
- "Đekna još nije umrla, a ka' će ne znamo" kao Milijana (1988. – 1989.)
- "Ptice nebeske" (1989.)
- "Novo doba" kao Jagoda Šimleša (2002.)
- "Večernja škola: Povratak upisanih" kao Sofija (2005. – 2006.)
- "Cimmer fraj" kao Anđelina 'Anđa' Macola (2006. – 2007.)
- "Ruža vjetrova" kao Dunja Bartulović (2013.)
- "Minus i plus" kao Ivanka (2019. - pilot); (2021.)
- "Područje bez signala" kao Janja (2021.)

### Filmske uloge
- "Ne gledaj mi u pijat" kao Vera (2016.)
- "Tereza37" kao doktorica (2020.)
- "Plavi cvijet" kao Sanja (2021.)

## Vanjske poveznice
- Arijana Čulina u internetskoj bazi filmova IMDb-u (engl.)